# Querétaro (estado)
Querétaro (ex-nome oficial: Querétaro de Arteaga) é um dos 31 estados do México, localizado no centro do país em uma região conhecida como "Bajío". Limita-se com os Estados mexicanos de San Luis Potosí ao norte, Guanajuato a oeste, Hidalgo a leste, e México e Michoacán ao sul. Sua principais fontes de renda são a produção de autopeças, alimentícios, papel e turismo.
A sua capital é a cidade de Santiago de Querétaro, fica situada a uns 200 km ao noroeste da Cidade de México, ainda assim é generalizado o uso de Querétaro para nomear tanto ao estado como à cidade capital. Querétaro é conhecida localmente ou classificada do seguinte modo: a capital é denominada Santiago de Queretaro e o estado como Querétaro de Arteaga, ou simplesmente Querétaro para ambas entidades. Querétaro é um estado cheio de feitos históricos nacionais, e um crescente índice de desenvolvimento industrial e acelerado desenvolvimento empresarial. Contém vários sítios declarados Patrimônio Cultural da Humanidade pela Unesco em 1996. 

## Origem do nome
O seu nome provém do Purépecha K'erhiretarhu (K'eri=grande, ireta= pobo rhu=lugar) ou K'erendarhu (k'erenda=penhasco e rhu=lugar) que significa "lugar de pedras grandes ou penhascos". Estes toponimos eram referidos à cidade de Querétaro, o estado adoptou o nome da cidade capital. O estado em otomí se diz "Maxei"; e em língua náhuatl, e chichimeca "Lugar dos chichimecas". 
Outra versão de que o nome provém do otomí com significado "ilha das salamandras azuis", ou em purépecha traduzida como "lugar de répteis". A área de La Cañada, ao leste de Santiago de Querétaro, figura como um longo sumidoiro que pode ser utilizado pelos indígenas para a caçada anual da salamandra.

## Escudo
O brasão de armas do estado foi entregue ao nobre e leal cidade de Santiago de Querétaro, por despacho datado de 29 de outubro de 1655, que resulta das capitulações que foram eficazes com esse privilégio, e que explica o significado das armas atribuídas à cidade: "... pela dedicação tão grande que tem o Santa Cruz por ter visto grandes milagres que ele fez, e as notas dadas pelo referido brasão da cidade, um grande escudo dividido em duas partes, o primeiro campo é azul, o sol e seus raios, que servem como base uma cruz verde e uma estrela de cada lado, e abaixo dessa linha será dividida em duas partes, uma é pintada em  espigas de trigo de ouro e terras férteis como a videira, o tronco de um lado dos pontos e  cobertas com alguns cachos de frutos em um campo em branco". 
"O campo ausente e a forma final é definido quando houver resposta ao projeto do escudo apresentados e incluídos no mesmo"... pela dedicação a que se refere, o Sr. Santiago armado com seu manto..." e no seu conjunto, os braços do rei. 
No final do Vice-reinado e uma vez formado o estado, o brasão de armas foi adotada para todo o território, as armas reais foram substituídas por uma águia devorando uma serpente, emblema tornou-se o escudo para coincidir com o oficial mexicana.

## História

### Período pré-hispânico
O território que hoje ocupa o estado de Querétaro, foi habitado por Otomís e Purépechas também conhecidos como tarascos, sendo estes últimos os dominantes. Havia também uma pequena presença de tribos nomadas chamadas chichimecas divididos em (pames e jonaces). No estado tem alguns sitios arqueológicos que datam deste tempo como "O Cerrito" no município de Corregidora, e os sítios de Ranas e Toluquilla na Sierra Gorda. 
O território do estado teve um papel importante ao longo da história mesoamericana. Desde épocas antigas por volta de 500 a.C., já tinha assentamentos de grupos agrícolas na região de San Juan del Río e Huimilpan. Ao proceder a esta área e exploração os recursos produtivos, como os minerais, as pessoas tornam-se locais, o território ficou atrativo para os seus vizinhos mais poderosos. 
Esta área fazia parte da vasta rede de comércio que sustentava o poder de Teotihuacan. Quando essa estrutura é quebrada, muitos povos da região são forçados a ir embora e fugir, isso definiu seus principais elementos. Nesta fase de maturidade, de 600 a 900 a.C., há um aumento da população, a otimização de recursos, nas fazendas e complexidade social. 

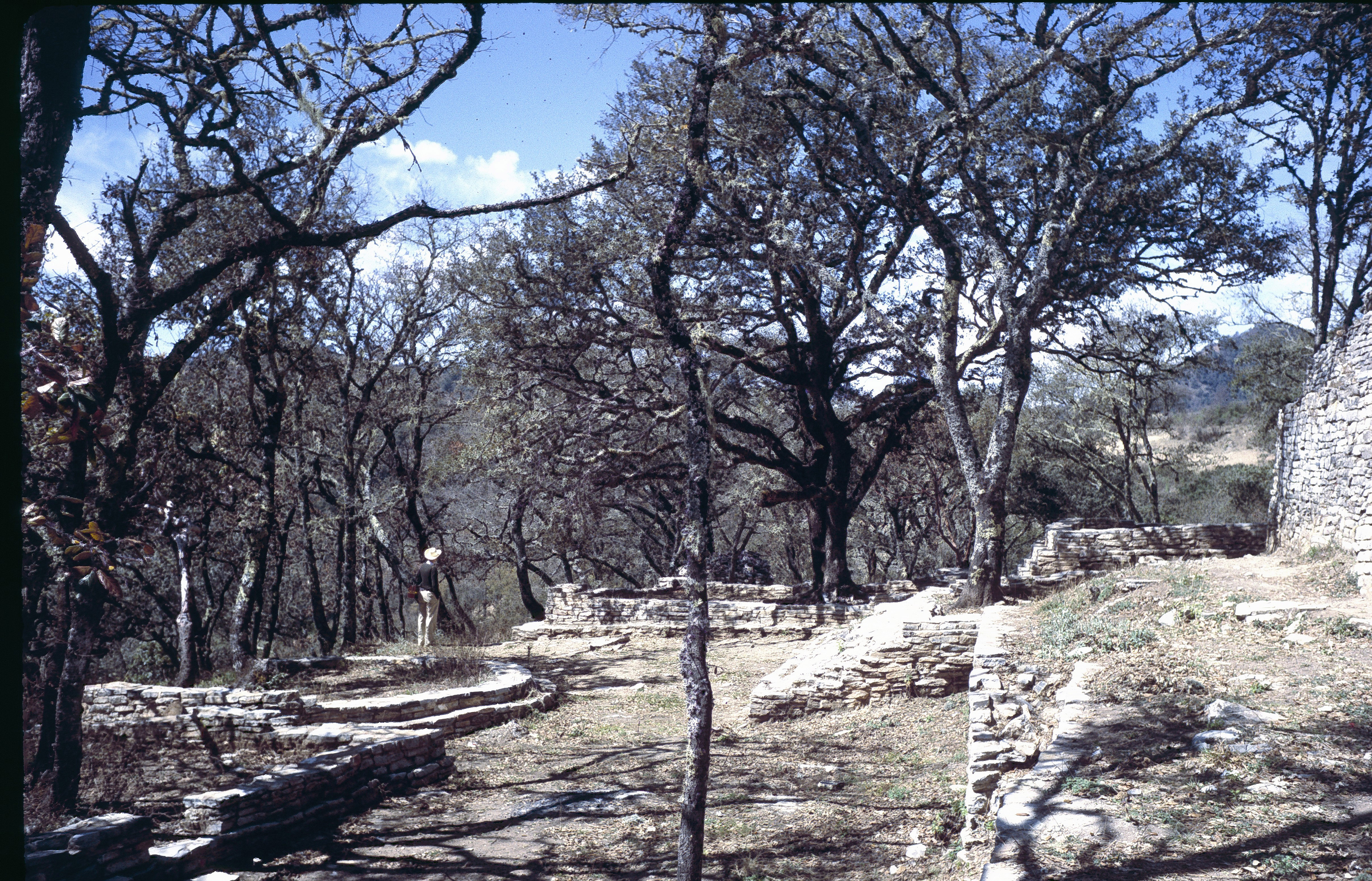
Ruínas do Sítio arqueológico de Ranas

De 900 d.C., a região de Queretaro é ponto de chegada, para os povos da margem norte da América Central no início de um período de grandes movimentos de população, que culminou no abandono da área. Em um período de 300 anos, a migração constante torna a região uma zona de tensão. Essas viagens também coincide com diferentes tempos de Tula. Traços dessa cultura são encontrados em vários lugares e o mais importante fica em El Cerrito, localizado no vale de Querétaro. 
Quando Tula perdeu sua hegemonia é dado fim a grande circulação de pessoas, na área central do México. A partir do século XII Queretaro está estabilizada em dois grupos: os caçadores-coletores e pequenas aldeias agrícolas em partes do território. No século XV essa relação é alterada pelas pressões dos dois impérios em conflito: os astecas e tarasco, constituindo esta área como um estágio intermediário entre os dois estados, os elementos de partilha de ambos os lados. 
O território queretano não é social ou culturalmente homogêneo. A primeira distinção importante é entre os povos das montanhas e vales. No primeiro há uma maior afinidade com as sociedades da encosta do Golfo do México, enquanto o último envolve mais do que os elementos do Oeste do México e até mesmo o planalto central. A segunda diferença é que dentro dessas áreas há uma regionalização, mas com uma tradição comum. 
Se pode dizer que a região tem a Cronologia da Mesoamérica durante o período clássico, e passa por uma mudança gradual durante o período pós-clássico, abrindo espaço para novos grupos, provavelmente a partir do norte, com os Pomes na agricultura praticada principalmente nos vales, no momento da chegada do espanhol. E a área montanhosa é ocupada pelos Jonaces, um grupo de caçadores-coletores.

### Conquista e vice-reinado
A conquista e colonização pelos espanhóis na região conhecida agora como Querétaro, resultou na fundação da cidade de Huimilpan, em 1529, e em San Juan del Rio, em 1531 e nesse mesmo ano Querétaro. Neste processo destaque a participação de Don Nicolás de San Luis Montanes, um descendente dos reis da Grã Jilotepec província, no final o capitão-geral dos correios, assim como Fernando de Tapia que era o indígena Conín, cacique otomí em Jilotepec que esteve envolvido no comércio com cidades vizinhas, por isso estava em contato com o povo Queretaro. A única batalha em curso para trazer algo, para os moradores da área foi a 25 de julho de 1531, na colina de Sangremal. 
"As crônicas e lendas datadas da época são uma projeção fascinante para dizer como foi essa batalha, desde o amanhecer até o meio dia, de 25 de julho de 1531, tendo percebido que eles iriam perder os nativos desta terra, que estavam prestes a ser os vencedores, e nesta mudança dramática entre os indígenas e espanhóis, os espanhóis recorreram à ajuda divina através de São Tiago, que pede atenção para a evangelização desta magnífica região do novo mundo por isso correu em seu auxílio, resultando em um eclipse solar total, que assustou os moradores desta região, e mais, quando viram voando nos céus do Apóstolo Santiago, no espaço em um cavalo branco, e ainda por cima curvatura no céu uma grande cruz de luz brilhante rosa. 

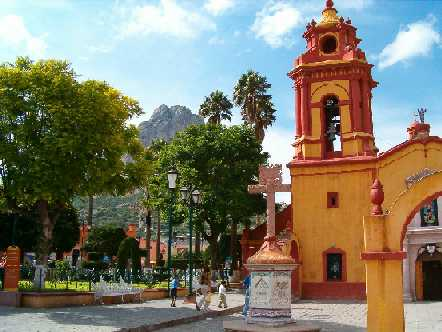
Igreja de San Sebastián na Cidade de Bernal em Querétaro.

Dado este fato, os índigenas assutados acabam se entregando, a batalha deixou como foi acordado e pedindo, apenas que construir uma cruz como eles tinham visto no céu, e é por isso que o escudo oficial, não só a cidade mas em todo o estado agora Queretaro, aparece representado plasticamente este fato".
Outros importantes personagens além Conín, que participou da fundação da cidade foi Nicolás de San Luis Montanes, Juan Sanchez de Alaniz, que mais tarde desenhou o plano urbanístico da cidade e  Jacob Dacian, da ordem franciscana, que batizou os primeiros índios que abraçaram o cristianismo nesta região. 
O século XVII pode ser considerado o século da consolidação de Querétaro. A união íntima da economia rural e urbana financiou a construção em grande escala das igrejas e conventos que abrigava a várias ordens religiosas que se instalaram neste século. A presença maciça do clero secular é explicado pela localização do Querétaro, propício para a evangelização das terras do norte, e as suas condições econômicas adequadas. 
Em outubro de 1655 os habitantes de Queretaro assinaram o contrato pelo qual o rei de Espanha subiu à categoria de cidade para Queretaro. A nova categoria urbana expressa a dominância gradual da população espanhola, os indígenas e mestiços. 
As atividades de pecuária, agricultura, têxteis e comércio no século XVIII, levou ao crescimento econômico e do esplendor de Querétaro. A pecuária reforçou a permanência de Queretaro como um centro comercial, aqui acordado preço contratual estabelecido para todo o meio oeste. A produção têxtil foi realizado em usina de cana-de-açúcar, os tecidos grosseiros foram produzidos para mercado regional e local. 
O aumento da produção até o ponto onde é dito, (...) Querétaro era o maior produtor de lã da Nova Espanha e das Américas. O trabalho em usinas e engenhos de açúcar se tornou a principal atividade urbana, que se juntou na tarde no século XVIII, a Real Fábrica de Rapé, a segunda maior da Nova Espanha. A mineração também teve alguma importância, sobretudo no mineral um dos principais produtores de prata e mercúrio. 

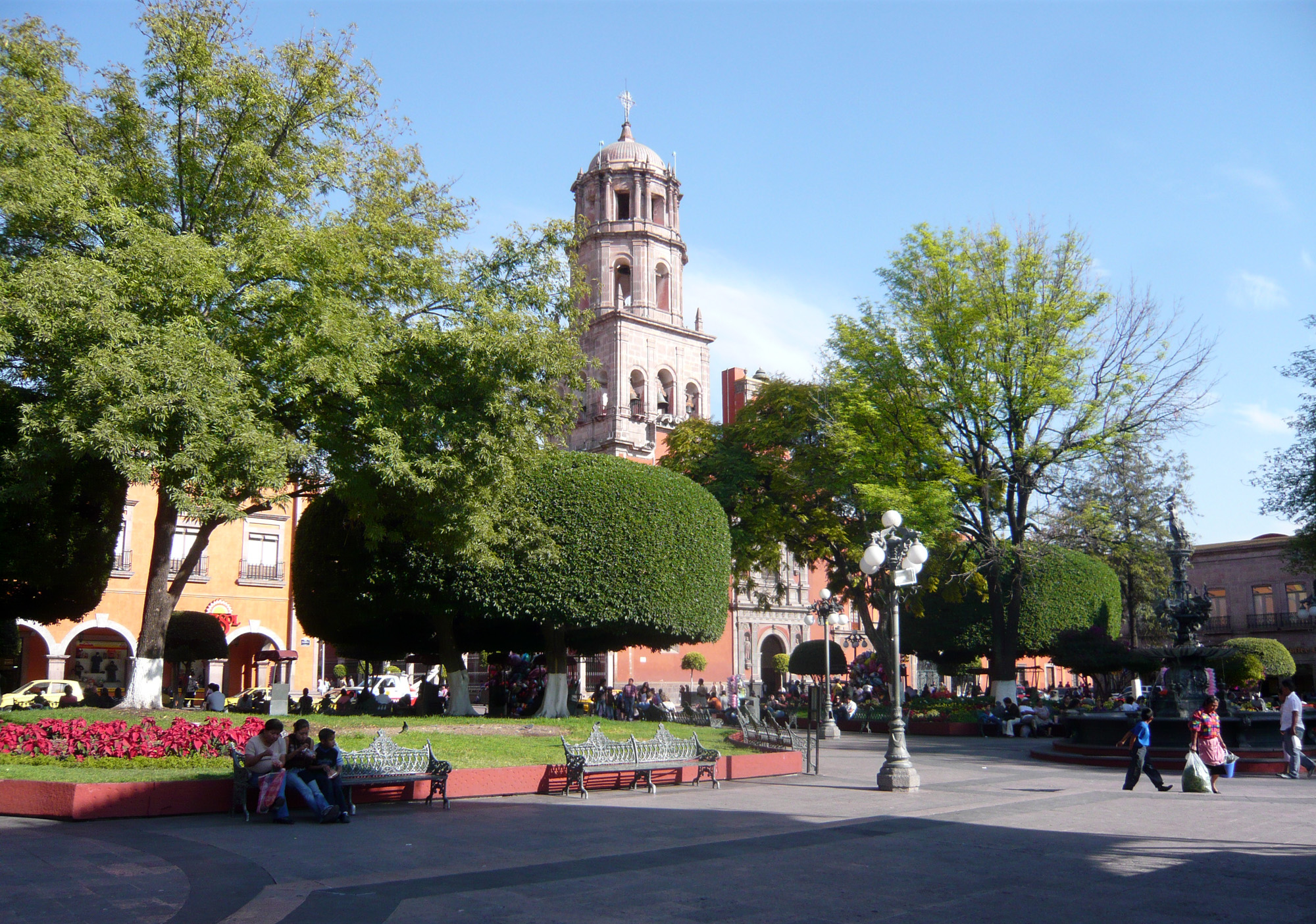
Centro Histórico da Cidade de Santiago de Querétaro.

Nota-se que neste processo histórico, a atividade dos missionários franciscanos com sede em Querétaro foi instrumento na formação econômica, social, político e religioso de Queretaro. Além disso, o clero usou parte dos recursos gerados, na construção de templos e mosteiros, na aquisição de pinturas, esculturas, retábulos e outros objetos de adorno religioso. Foi dessas obras que ajudaram a dar à cidade Queretaro uma imagem de riqueza. 
É neste século ao se definir o perfil característico da imagem urbana de Queretaro, reconstruir e construir obras arquitetônicas que sobreviveram ao longo dos séculos. Essas obras incluem: a remodelação da Praça de Armas, o Septien, o Samaniego, o Palácio das Artes Corregidurías Queretaro e templos da Congregação e San Antonio. Em destaque neste período, sua importância econômica e arquitetônica, a construção do aqueduto, um trabalho realizado com vista à introdução de água potável à cidade de Queretaro.
Para o fim deste século e do boom de crescimento como resultado da resistência massiva, que apresentou para a pacificação entre espanhóis na evangelização dos chichimecas índios nômades na Sierra Gorda, os anfitriões foram subjugados pelos soldados espanhóis sob o comando de Don José Escandon, assim eles alcançaram a paz na região e a implementação de sistemas da Nova Espanha. 
Em contrapartida, o trabalho nobre de carácter cultural, educativo e missionário dos frades franciscanos missionárias, na figura de frei Junípero Serra, sofreu na Sierra Gorda até o presente, como atesta a beleza arquitetônica das missões em Jalpan, Tancoyol, Conca, Tilaco e Landa.

### Período da independência

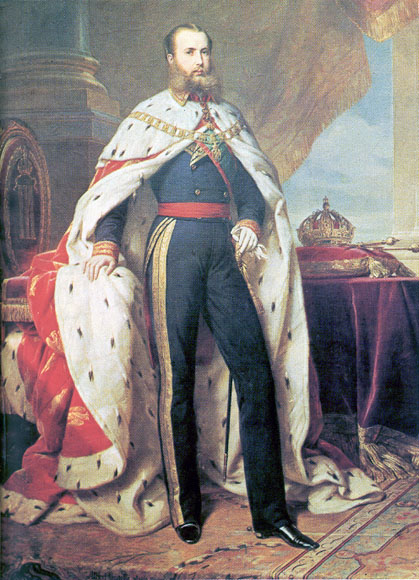
Imperador Maximiliano I que foi julgado e fuzilado em Santiago de Querétaro.

O advento do século XIX para Querétaro marcou o início de um longo período de declínio. Enquanto o vice-reinado de posição geográfica da cidade permitiu-lhe alcançar um desenvolvimento notável, que era essencial para interromper a evolução que o país experimentou, a instabilidade política durante a maior parte do século, quando o exército forçou a tráfega circulação do centro para o norte e vice-versa. 
A situação regional coincide com um período de instabilidade política espanhola, como é conhecido levou à ocupação francesa e da abdicação de Fernando VII em 1808. A reação em Nova Espanha era diferente: em Queretaro conspiração ganhou impulso, onde os nativos eram os principais líderes. Na cidade de Queretaro foi fundada grupo de iniciadores da luta pela independência do México.
Em 1810 em Queretaro, vem a aurora da liberdade com a mensagem que Dona Josefa Ortíz de Domínguez, mandou o capitão Ignacio Allende, o padre Miguel Hidalgo e Juan Aldama, através sotalcaide Ignacio Perez para informá-los que a trama tinha sido descoberto. Neste grupo notável de insurgentes colocou os nomes de Corregidor Don José Miguel Domínguez, os irmãos e Emeterio Gonzalez Epigmenio, e do monge Felipe Luna. Ignacio Pérez, que no dia 15 de setembro de 1810 cavalgou para cidade de San Miguel em Guanajuato daí para a cidade de Dolores de forma a avisar os seus colegas de conspiração. No início da manhã do dia seguinte, 16 de setembro de 1810, Hidalgo dava o Grito de Dolores, assinalando o início da Guerra da Independência do México.
Com o exército no interior, Queretaro ficou incapaz de participar da luta pela independência de forma tão ativa como antes. Os combates se afastaram para as zonas montanhosas que se tornaram um refúgio para os insurgentes, que não eram uma ameaça grave para as tropas reais, embora conseguiu manter a agitação na região. A cidade de Querétaro foi o  último reduto da monarquista a cair. 
Uma vez consumada a independência em 1821 e depois de um breve império, México e Querétaro foram reorganizados. Em 1823, o Dr. Felix Osores Sotomayor, deputado de Querétaro ao Congresso Constituinte da Nação, defendeu com êxito perante o plenário, a lei e a razão de Queretaro para desfrutar de um estado livre e soberano, derrotando as propostas de integrar esta região nos estados de San Luis Potosí e México. 

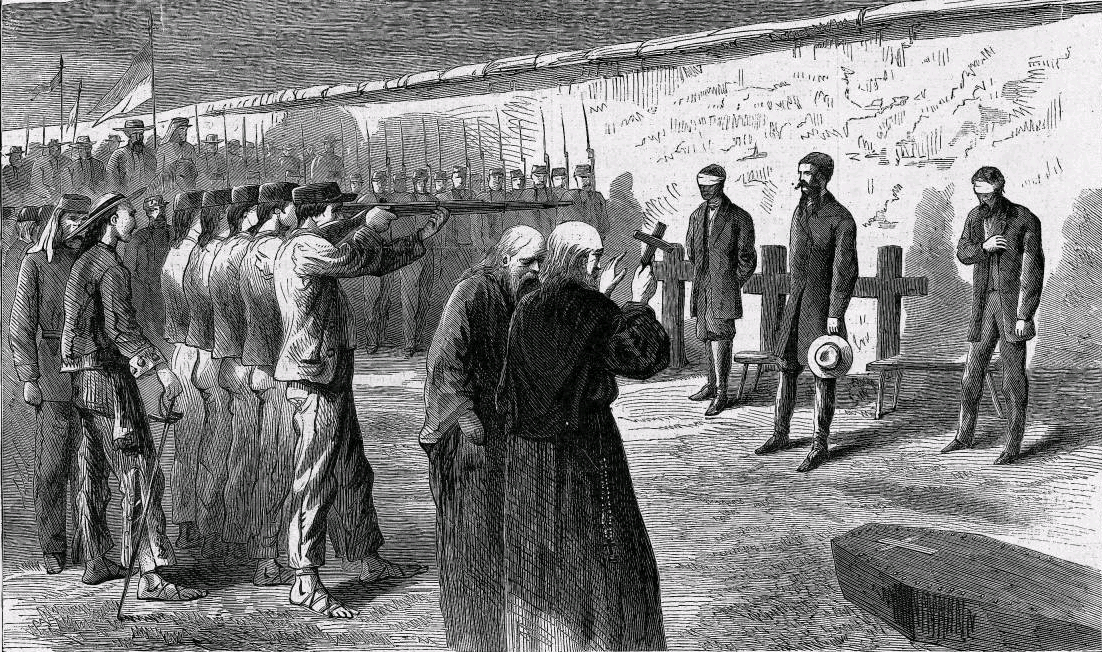
Execução do imperador Maximiliano I, Tomás Mejía e Miguel Miramón.

Em 1824 o Congresso Constituinte estadual e resolvidos a 25 de agosto de 1825 foi promulgada a primeira Constituição do estado de Querétaro. Integrando o primeiro governo eleito da entidade, o primeiro governador foi Don José María Díezmarina. No final de seu mandato iniciou uma era de instabilidade política, em conformidade com a instabilidade nacional. As lutas entre liberais e conservadores, teve um capítulo local onde os lados são seguidos por períodos curtos no governo: entre 1824 e 1855, havia 25 governadores. 
No entanto, durante este período viu um ressurgimento do setor industrial, situação que levou à criação da fábrica têxtil Hercules, o consórcio industrial Casa Rubio, fábricas em San Antonio e La Puríssima, além de nove usinas e 671 engenhos. Esta indústria do tabaco dinâmica favorável também contribuiu. 
A mineração foi o setor que registrou uma baixa de cobrança, o importante são os minerais mais ricos, em Rio Blanco, Maconi e Escanelilla. Havia um total de 216 minas que produzem principalmente a prata, mas também havia ouro, cobre, chumbo, mercúrio e antimônio.
A cidade de Queretaro foi o cenário histórico, onde eles estavam assinando tratados de paz, chamada Tratado de Guadalupe Hidalgo, que terminou a guerra entre o México e os Estados Unidos, através da qual a primeira transferência de comum acordo entre a Câmara Senadores mais da metade do seu território. 
Em 1857, foi publicado em Querétaro a Constituição liberal (...) No mesmo ano, ele convocou eleições para governador eleito do General José Maria Arteaga, que organizou uma coalizão do país formado por Jalisco, Guanajuato, Michoacán, Aguascalientes, Zacatecas e Queretaro, para defender a Constituição de 1857 contra o recém-emergidos Plano Tacubaya  
Em 1861, o novo boom torna-se instável devido à invasão francesa e o estabelecimento do império de Maximiliano de Habsburgo. O avanço dos republicanos obrigaram o imperador a deixar a Cidade do México e da posição de Queretaro, o último reduto que desde 1863 era ocupada por ss tropas imperialistas. Em 14 de março de 1867 sítio do exército foi lançado na cidade, concluindo em 15 de maio do mesmo ano. Maximiliano foi capturado, julgado e executado juntamente com Tomás Mejía e Miguel Miramón, no Cerro de las Campanas 19 de junho de 1867. O triunfo da República encontrou-se nos locais o Congresso Constituinte e promulgada a nova Constituição de Queretaro, de acordo com os princípios do liberalismo. Ele convocou eleições e foi governador Julio M. Cervantes.
Durante o tempo da Reforma, a implementação do decreto de nacionalização das propriedades da Igreja em Queretaro, resultou na expropriação de templos e mosteiros, enquanto as paredes dos átrios e alguns outros lugares religiosos foram derrubadas, os jardins e cortes foram divididos, venderam lotes e oferecidos para venda ao público. Isto portanto, mudou significativamente a imagem arquitetônica da cidade de Queretaro.

### Período do porfirismo
Em 1870 houve rebeliões no estado e esteve a cargo do Comandante Miguel Esquiluz. Da morte de Benito Juárez, levou a um conflito político novo lado, a agitação reapareceu porque Sebastián Lerdo de Tejada foi reeleito como presidente, Porfírio Diaz que dizia ser ilegal o feito reeleição, mais lançou o seu plano de reeleição Tuxtepec, iniciando assim a Guerra da Reforma, José María Iglesias também reivindicou para si a presidência. Depois Diaz foi derrotado e Lerdo de Tejada foi lançado contra as igrejas das quais havia se refugiado em Queretaro, onde foi derrotado. 
O governador chamou a eleição, que triunfou em que o Sr. Francisco González de Cosio, que permanecem como governador por 27 anos, 24 deles consecutivos, esse personagem representa a época de Porfírio Diaz deixou a região, e para o governo quando Diaz faz o mesmo no México. Enquanto uma nova Constituição Estadual foi promulgada em 16 de setembro de 1879 de  1869, que revogou e que também estabelece os limites dos seis distritos que foram Querétaro.
Antes do final do século, a face da modernidade tinha chegado em Querétaro: água potável foi instalada na cidade e em San Juan del Rio, um monumento foi construído em Cerro de las Campanas, a Escola Normal e foi criado o Observatório do Tempo, em 1894 os primeiros telefones foram instalados. Um ano antes havia criado a Companhia Hidrelétrica, também estabeleceu a primeira fábrica de gelo aumentou as empresas de mineração, usinas e fábricas foram modernizadas que já existiriam, é dito que a fabrica Hércules tinha 3.000 trabalhadores, e foi a maior fábrica têxtil do país. 
Os primeiros anos do século XX foram positivos para a história da educação no estado de Querétaro: tinha aumentado para 54 o número de escolas primárias, a primeira geração de professores de pós-graduação formados em suas próprias escola normal. O Colégio Civil aumentou o número de disciplinas e profissões ensinadas. Foi instalado o Conselho de Saúde e realizado campanhas de vacinação em primeiro lugar. Também a melhoria dos serviços de transporte urbano e iluminação pública foi instalado o mercado Escobedo. Foi promovido para a indústria e as melhorias, e foram feitas para a produção agrícola. Para o ano de 1877 instalaram na região 292 fazendas. As fazendas menores em torno da cidade de Queretaro, com o aumento no tamanho em grande parte se mudaram para o norte, o Bajío tinha as melhores terras. 
Na capital complementaram as alterações e aditamentos ao plano urbanístico, que começou em meados do século XIX. Em 1882 a Estrada de Ferro Central chegar a um lado do capital Alameda Queretaro, e bondes puxados por mulas. Em 1902, ele faz a colocação dos trilhos da Rede Ferroviária Nacional em 1910 ligando Acámbaro-Querétaro. Neste momento aparecem no estado primeiros movimentos proletários: por precárias condições de vida surgem organizações de benefício mútuo e movimentos de protesto como a greve de 1909 na fábrica de Hércules e do movimento da ferrovia.

### Período da Revolução
O início do século XX é caracterizado pela instabilidade política provocada pela Revolução. Sucedido em Querétaro e Jalpan de Serra, Cadereyta revoltas e manifestações foram realizadas na capital. O governador González de Cosio renunciou em 10 de março de 1911. Durante o governo de Joaquim F. Chicarro, deu origem ao autoritarismo, abuso e crueldade, que foi imposta por força de empréstimos aos agricultores da região, a se alistar no exército de Huerta. Com Federico Montes como governador, iniciou a transformação em Querétaro para inserir o controle oficial do comércio, da venda de produtos a preços baixos, a instalação do conselho de saúde para combater as epidemias e escassez de água e a Lei de Proteção promulgar aos peões. Em 2 de fevereiro de 1916, Venustiano Carranza decretou a cidade de Querétaro como a capital da República acolheu a Convenção Constituinte para redigir uma nova Constituição que foi promulgada em 1917, em 5 de fevereiro no Teatro Iturbide posteriormente nomeados pela República. No mesmo ano passou a nova Constituição de Querétaro.

### Período pós-revolucionário
Nos anos entre 1940-1960 viram os primeiros passos no caminho da industrialização moderna, criando uma área industrial ao norte da cidade capital. Este processo resultou nos próximos trinta anos, um aumento de mais de 400% da área urbana, em comparação com o achado de mais de quatro anos de vida em Queretaro. população da cidade cresceu a partir de sessenta mil habitantes na década de 1960, mais de 600 000 do que de 1900. 
O trabalho cultural da cidade, ou gerados durante o Porfirismo como preservados dos séculos XVII e XVIII e tratamento, especialmente na área central urbana, com ruas de paralelepípedos e passeios ajardinados, contribuiu para esta cidade em 1996 fosse agraciado com o título de "Patrimônio Cultural da Humanidade" prêmio pela UNESCO. Naquele mesmo ano, a cidade assumiu oficialmente o nome original de Santiago de Querétaro.

## Geografia
O estado de Querétaro se localiza a norte a 21° 40' norte-sul de latitude 20°01' leste 99° 03', a oeste de 100° 36'W. O que o coloca na zona tropical do planeta e no fuso horário correspondente à hora central do país, distante sete horas de Greenwich, e 17 horas da Linha Internacional de Data. Os estados  vizinhos são: a norte, Guanajuato e San Luis Potosí, a leste de San Luis Potosí e Hidalgo, a sul de Hidalgo e estado do México, a oeste de Michoacán e Guanajuato.

### Extensão
O Instituto Nacional de Estatística, Geografia e Informática (INEGI), informou no censo de 1990, que a área de Querétaro corresponde a 11.769 km². 
Os município estão divididos nas seguintes extensões por km².
| 001 | Amealco               | 682.1    |
| 002 | Pinal de Amoles       | 705.37   |
| 003 | Arroyo Seco           | 731.17   |
| 004 | Cadereyta             | 1.131    |
| 005 | Colón                 | 807.15   |
| 006 | Corregidora           | 245.8    |
| 007 | Ezequiel Montes       | 298.28   |
| 008 | Huimilpan             | 388.4    |
| 009 | Jalpan de Serra       | 1.185,1  |
| 010 | Landa de Matamoros    | 840.1    |
| 011 | La Cañada             | 787.4    |
| 012 | Pedro Escobedo        | 290.9    |
| 013 | Peñamiller            | 694.9    |
| 014 | Santiago de Querétaro | 759.9    |
| 015 | San Joaquín           | 499      |
| 016 | San Juan del Río      | 799.9    |
| 017 | Tequisquiapan         | 343.6    |
| 018 | Tolimán               | 724.7    |
| 020 | Total                 | 11.769,0 |

### Topografia

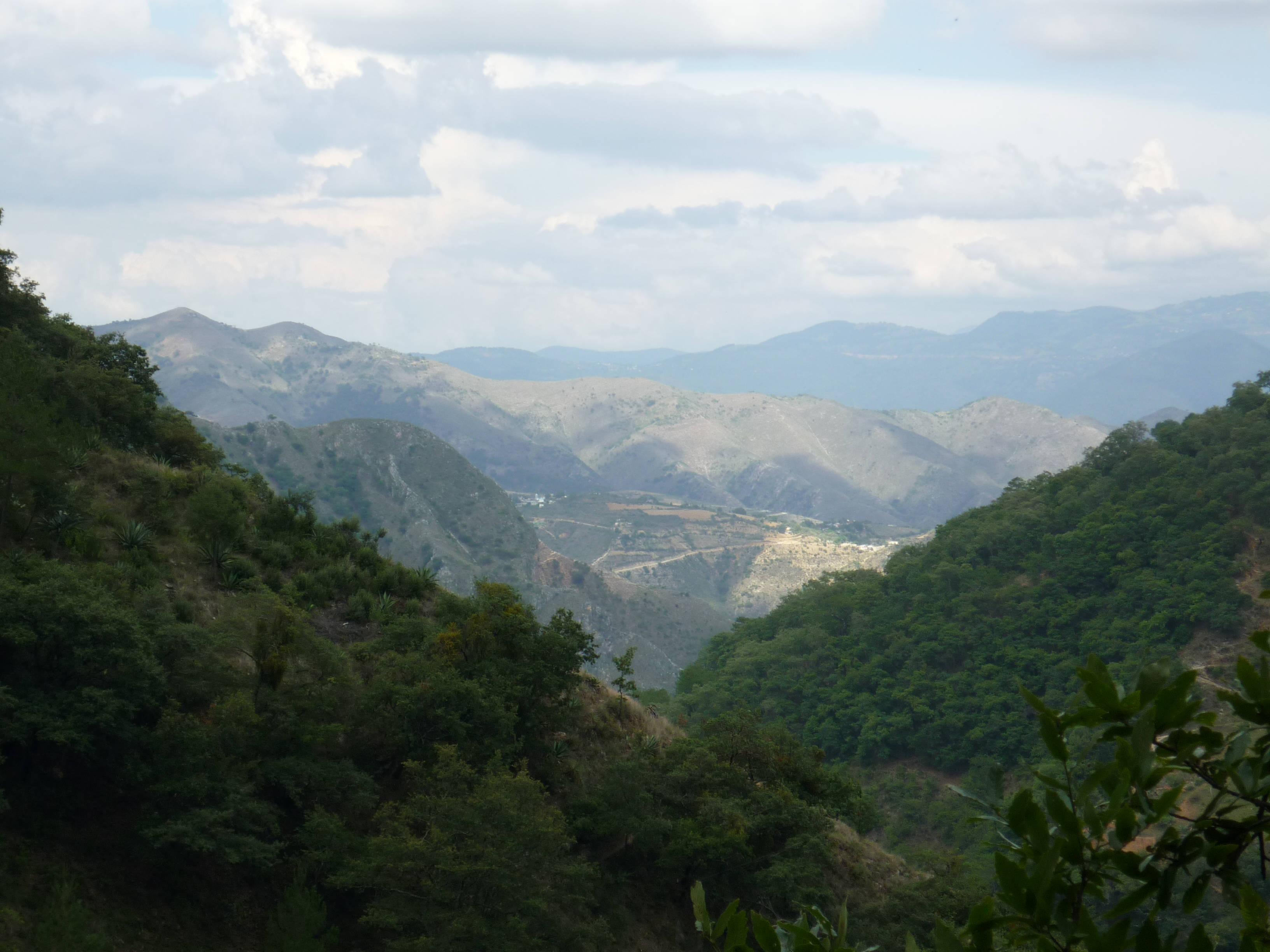
Sierra Gorda em San Joaquín, um dos pontos mais altos do estado de Querétaro.

O estado de Querétaro faz simultâneamente parte das províncias fisiográficas da Mesa del Centro, Sierra Madre Oriental e eixo neovulcânico. 
- Província de Mesa del Centro

Ele ocupa o centro - oeste do estado, com uma área equivalente a 14,12% da área total do estado. Suas características são alinhados de norte a sul e forma uma série de planaltos com altitudes de 2.000 metros em média, com algumas montanhas que chegam a altitudes superiores a 3.000 metros. 

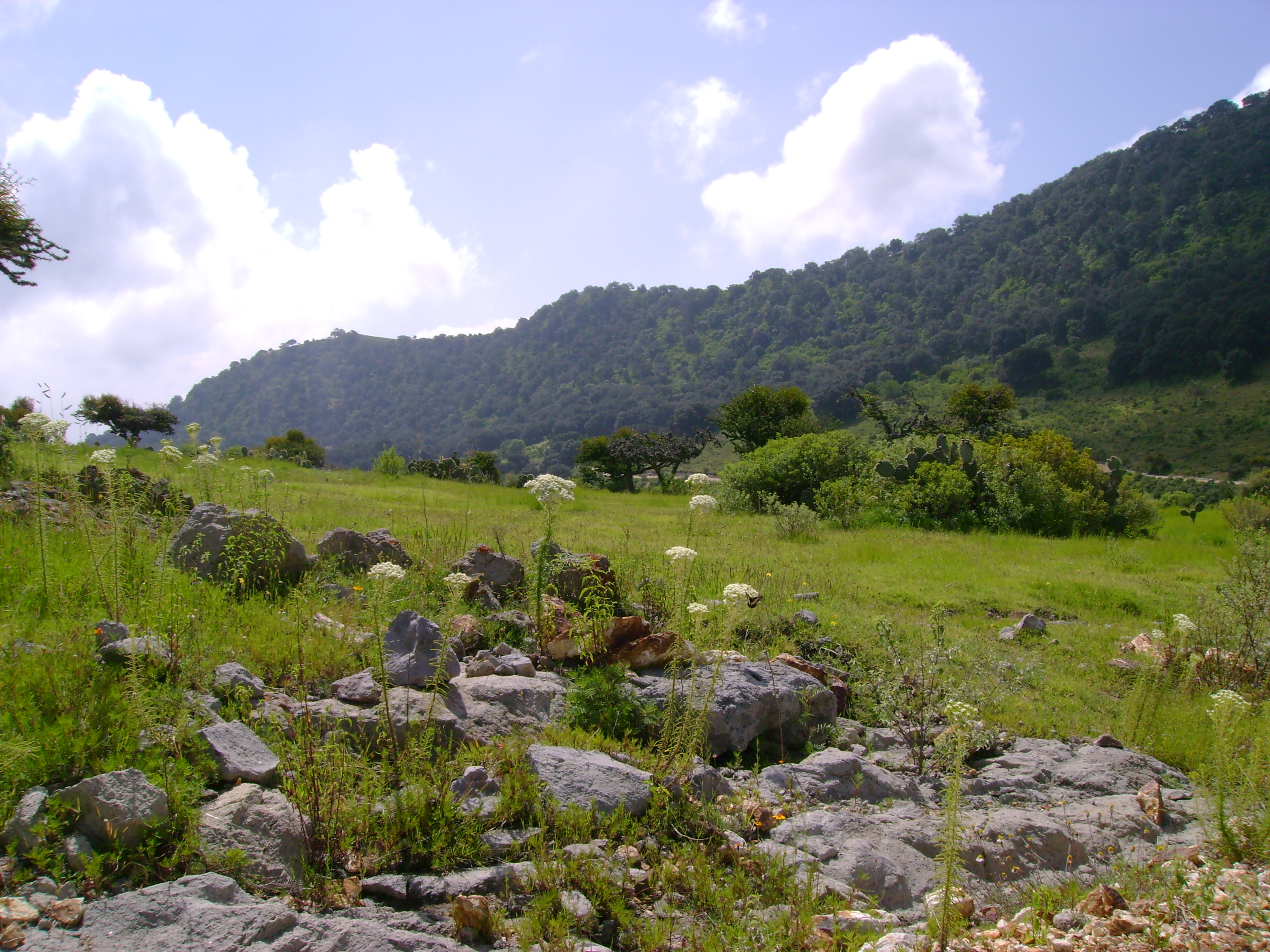
Altiplano queretano.

- Província da Sierra Madre Oriental

Ocupa a parte nordeste do estado e inclui o Huasteco Karst e se estende por 35,97% do território. O relevo é caracterizada por uma topografia acidentada, formada por cristas alongadas e vales, com o alinhamento dominante do nordeste para sudoeste e justa posição de elevações acima de 3.000 metros, com depressões de 900 metros. 
- Província do Eixo Neovulcânico

Ele está localizado na parte central e do sul da do estado, ocupando uma área de 49,91% do território. A paisagem é vulcânica e geomorfologias características tipicamente contrastes entre a serra e o planalto situado entre 2.000 e 3.000 metros, e os vales que se situam entre 1.800 e 1.900 metros.

### Hidrografia
A instituição participa nas duas principais regiões hidrológicas nacionais: o rio Lerma - rio Grande de Santiago e rio Pánuco. A região de Lerma - Santiago é composto do rios Lerma - Toluca e La Laja, enquanto que a região é composta bacias do Pánuco: Tamuín e Moctezuma. Na região oeste, através de rios e Querétaro e Pueblito, recolhe as águas de vários afluentes do vulcão Zamorano em Columbus, e identificado como parte frente ao morro da Calamanda de Pedro Escobedo, para derramar no rio La Laja. Esta bacia abrange uma área de 2.800 km ² no estado e deslocamento média anual é de 40.000 mil metros cúbicos de hoje. 
- O rio Lerma tem fluxos também nos municípios do sul de Amealco e Huimilpan em uma área de 117 km², com uma média de deslocamento anual de 9 milhões de metros cúbicos, em conformidade com o fluxo total do sistema anterior, que prevê a costa do Oceano Pacífico.

- O rio Santa Maria entra no estado pela parte do município de Arroyo Seco, que serve de fronteira norte com o estado de San Luis Potosí e deixa a estado pelo seu limite nordeste. Sua bacia abrange uma área de 1.905 km² e prevê 257 milhões de metros cúbicos de deslocamento médio anual .

- O rio Moctezuma é o limite com o estado de Hidalgo, é o principal afluente do rio Extoraz do interior do estado. Esta bacia abrange 4.400 km² e dispõe de uma média de 444 milhões de metros cúbicos por ano.

- O rio San Juan que atravessa os municípios de San Juan del Río e Tequisquiapan a sua junção com o rio Tula, forma o rio Moctezuma. Tem uma bacia hidrográfica de 2.840 km ² no estado e uma média de deslocamento de 184 milhões de metros cúbicos por ano.

### Clima
No estado há três bem definidas zonas climáticas: a porção sul, que abrange parte da província fisiográfica neovulcânica, onde o clima é ameno. A região central abrange o eixo neovulcânico, as áreas da Sierra Madre Oriental e da Mesa del Centro. Aqui estão os climas semi-secos, variando de clima temperado e quente para a zona norte, o que corresponde a uma parcela da Sierra Madre Oriental, com aquecimento a climas temperados. 

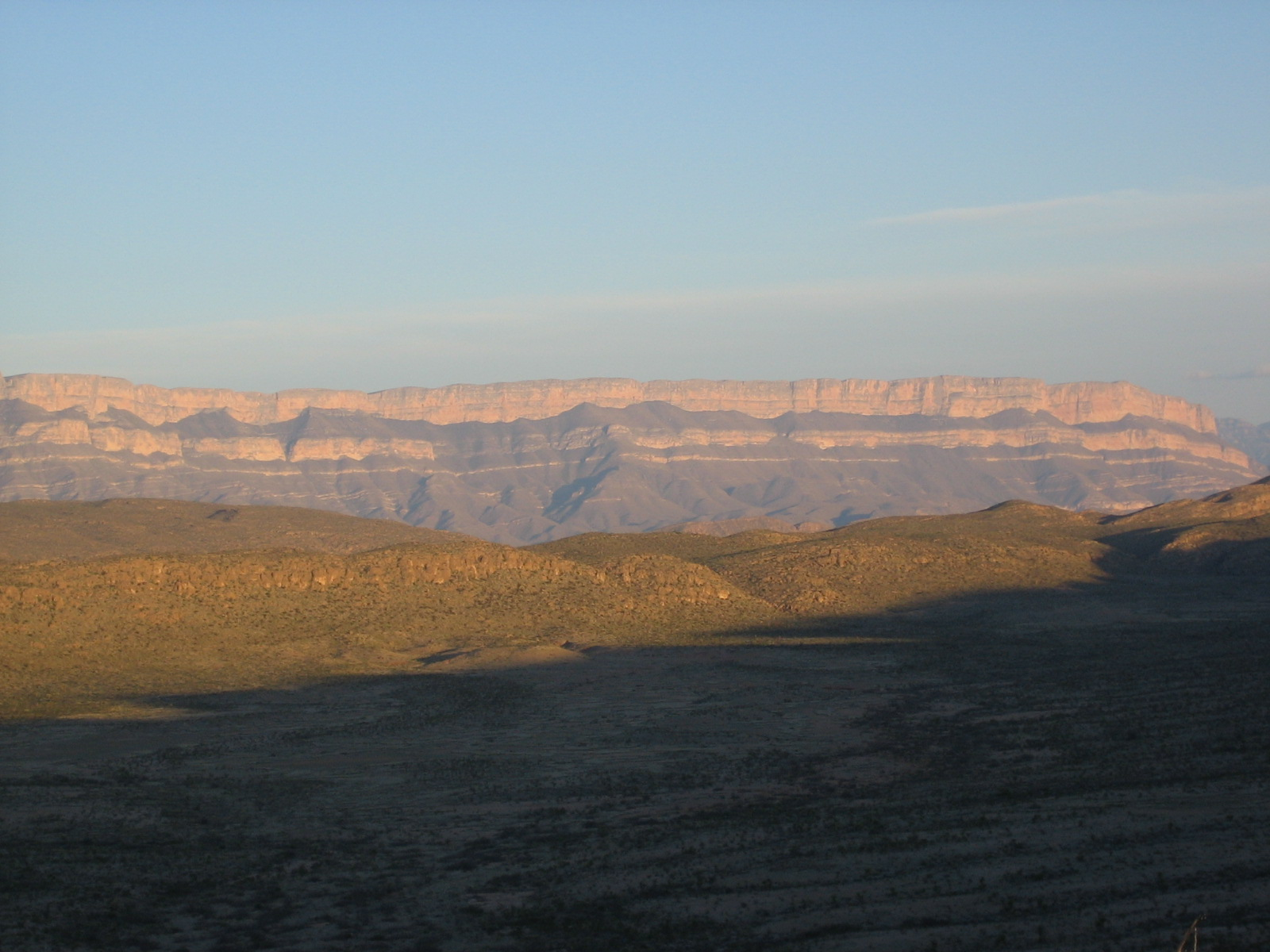
Vista panorâmica da Sierra Madre Oriental que cruza o estado de Querétaro.

Os Climas temperados sub-úmidos, é distribuído na região sul do estado, os municípios de Amealco, Huimilpan, Pedro Escobedo, San Juan del Río e Corregidora, em grandes áreas ligeiramente ondulados e interrompidas por uma série de montanhas de mais de 2.000 metros. 
Estes climas são de temperatura estável, com regime de temperatura média anual de 12 °C a 18 °C e maior precipitação de chuvas no verão, seguida por uma esperanda temporada de seca. Porque o teor de umidade aumenta em direção ao sul, pode três tipos distintos desses climas. 
O clima seco e semi-seco manifestam-se na porção central do estado, nos municípios de Querétaro, Corregidora, Peñamiller, Ezequiel Montes, Cadereyta, San Juan del Río, Tolimán e Tequisquiapan, em um terreno montanhoso levemente para relevo plano e altitudes em 2.000 metros, cercada por montanhas, planaltos e colinas do neovulcânicas e Sierra Madre, o que impede a passagem dos ventos úmidos do Golfo do México e da Mesa Central, que mantém a umidade dos ventos que circulam do norte a sul. 
A disposição dessa área resulta em uma taxa baixa precipitação na região, e provoca uma variação de temperatura de 7 °C a 14 °C, que determina o caráter desses extremos climáticos, com excepção dos semi-temperado formando um cinturão de leste a oeste. Estes climas predominantes na região da Sierra Madre Oriental, onde há mudanças significativas na altitude, o que resulta com outros fatores, a presença de tempo complexo e alterações de temperatura de morno para frio, de norte a sul. 
Nas planícies da região as temperaturas médias variam entre 10 °C a 26 °C e precipitação média anual chega a 593;mm. Em outras áreas da região, as temperaturas anuais variam entre 14 °C a 20 °C e a precipitação pode chegar a 1.250 milímetros.
| Dados climatológicos para Queretáro | Dados climatológicos para Queretáro | Dados climatológicos para Queretáro | Dados climatológicos para Queretáro | Dados climatológicos para Queretáro | Dados climatológicos para Queretáro | Dados climatológicos para Queretáro | Dados climatológicos para Queretáro | Dados climatológicos para Queretáro | Dados climatológicos para Queretáro | Dados climatológicos para Queretáro | Dados climatológicos para Queretáro | Dados climatológicos para Queretáro | Dados climatológicos para Queretáro |
| Mês                                 | Jan                                 | Fev                                 | Mar                                 | Abr                                 | Mai                                 | Jun                                 | Jul                                 | Ago                                 | Set                                 | Out                                 | Nov                                 | Dez                                 | Ano                                 |
| ----------------------------------- | ----------------------------------- | ----------------------------------- | ----------------------------------- | ----------------------------------- | ----------------------------------- | ----------------------------------- | ----------------------------------- | ----------------------------------- | ----------------------------------- | ----------------------------------- | ----------------------------------- | ----------------------------------- | ----------------------------------- |
| Temperatura máxima média (°C)       | 22                                  | 24                                  | 27                                  | 29                                  | 30                                  | 28                                  | 26                                  | 26                                  | 25                                  | 24                                  | 24                                  | 22                                  | 26                                  |
| Temperatura mínima média (°C)       | 5                                   | 6                                   | 9                                   | 11                                  | 13                                  | 13                                  | 13                                  | 13                                  | 12                                  | 10                                  | 8                                   | 6                                   | 10                                  |
| Precipitação (mm)                   | 13                                  | 7                                   | 9                                   | 21                                  | 42                                  | 101                                 | 114                                 | 101                                 | 107                                 | 51                                  | 14                                  | 8                                   | 593                                 |
| Fonte: 12/07/2012                   |                                     |                                     |                                     |                                     |                                     |                                     |                                     |                                     |                                     |                                     |                                     |                                     |                                     |

## Principais ecossistemas

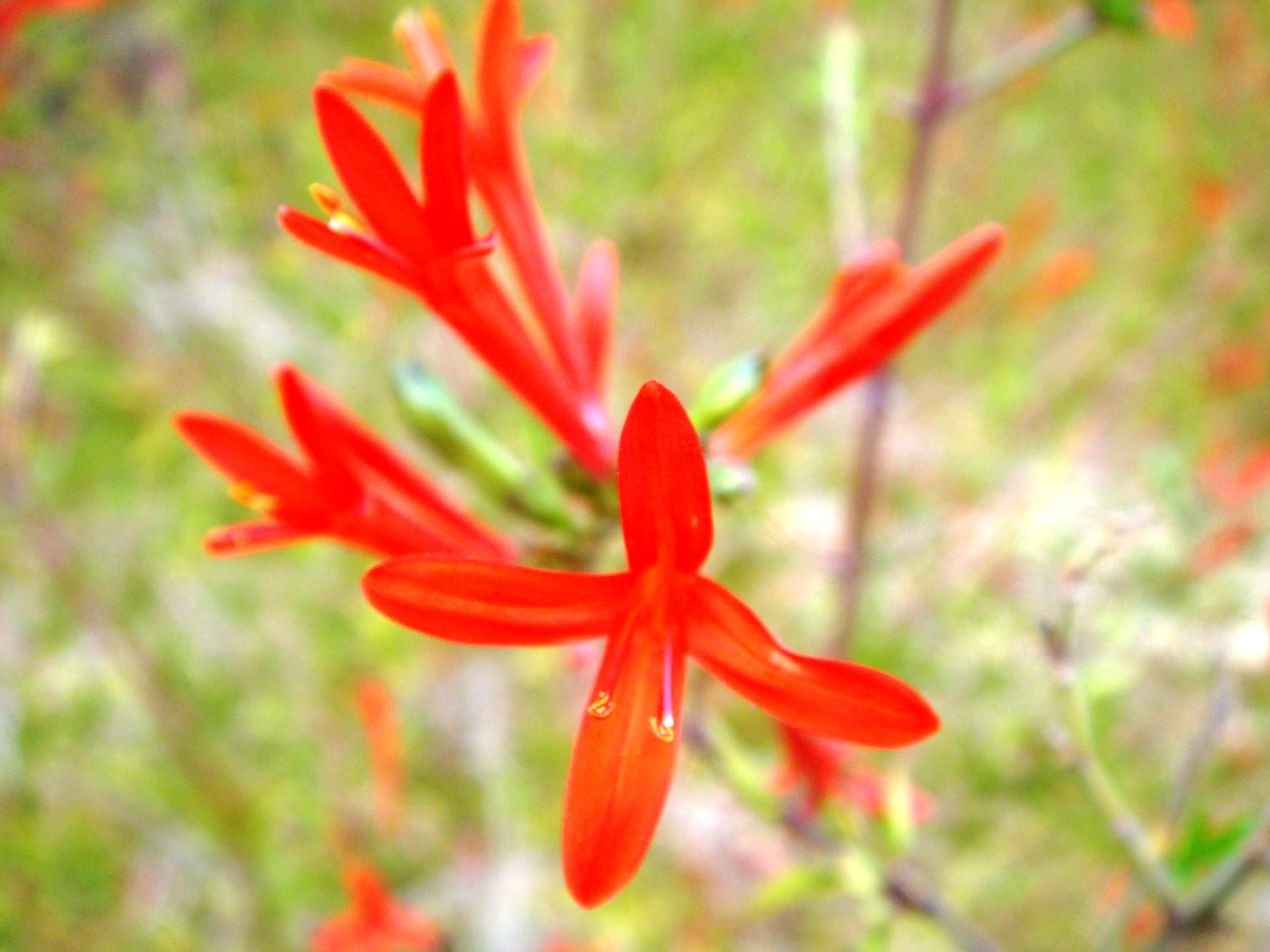
Flor muito comun na região de Querétaro.

No estado de Querétaro, determinou a presença de 18 tipos diferentes de espécies de plantas, de acordo com a classificação do Comitê Técnico Assessor para os coeficientes de pastagens. Suas características são: 
- Floresta tropical

Este tipo de vegetação é distribuída no norte do estado, e centro e leste, nos municípios de Jalpan de Serra, Arroyo Seco, Cadereyta, Landa de Matamoros, Pinal de Amoles, Tolimán, Colón, San Juan del Río e San Joaquín. 
- Floresta estacional decidual

É encontrada em pequena proporção, nos municípios de Jalpan de Serra e Landa de Matamoros. 
- Floresta linearifolia

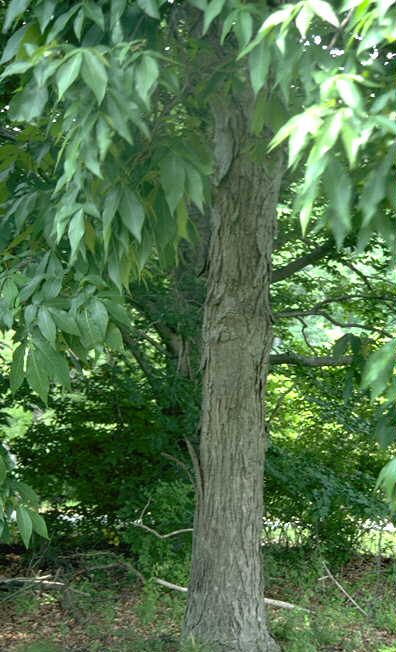
Árvore Carya oavata, também encontrada em Querétaro.

Ela se desenvolve na parte mais alta das montanhas de Pinal de Zamorano entre 2.800 metros e mais de 3,000 metros nos municípios de Ezequiel Montes e Colón. 
- Floresta aciculifolio

Ela está localizada nos municípios de Cadereyta, Pinal de Amoles, Jalpan de Serra, San Joaquín e Landa de Matamoros, principalmente. 
- Floresta aciculoesclerófilo

Ela está localizada na ranzinza e encostas da Serra de El Zamorano e na região de El Lobo, o lado oposto da Sierra Madre Oriental. Especificamente, esta associação vegetal é nos municípios de Peñamiller, Colón, Tolimán, Landa de Matamoros e Jalpan de Serra. 
- Floresta esclerófila

Ela está localizada nos municípios de Amealco, Landa de Matamoros, Arroyo Seco, Pinal de Amoles, Huimilpan, Querétaro, Jalpan de Serra, San Joaquín, Pedro Escobedo, Peñamiller e Cadereyta na faixa de altitude 1.600 a 2.800 metros. 
- Floresta escuamifolio

Esta floresta está presente nos municípios de Amoles, Landa de Matamoros, San Joaquín e de Cadereyta, em altitudes de 1.390 a 2.500 metros, nos locais referidos como montes baixos, com penhascos íngremes que vão 6° a 40°. 
- Floresta caducifolia espinosa

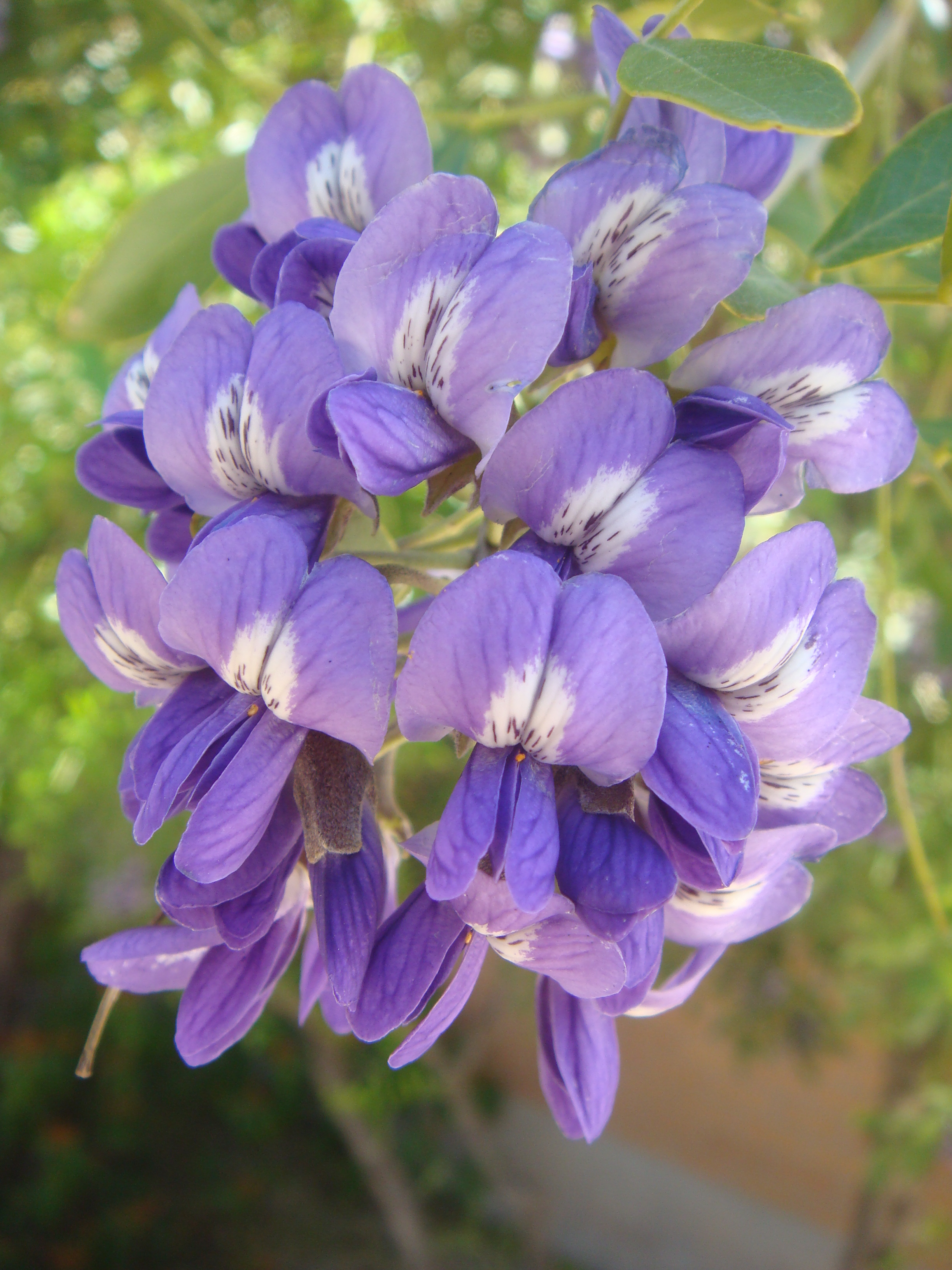
Calia flor encontrada no estado de Querétaro.

Atualmente, existem poucas áreas de mata virgem com muito algaroba, enquanto se senta em solos adequados para a agricultura. Ela está localizada principalmente nos municípios de Pedro Escobedo, San Juan del Río, Cadereyta, Tequisquiapan, Querétaro, Colón, Ezequiel Montes, Corregidora. 
- Pastagem

A maior área deste tipo de vegetação está localizado no sul do país e, em menor medida no centro. Ela está localizada nos municípios de San Juan del Rio, Tequisquiapan, Corregidora, Huimilpan, Amealco, Cadereyta e Pedro Escobedo. 
- Pastagens arbosufrutescente

Encontra-se em uma pequena porção do estado, em altitudes entre 2.000 e 2.400 metros, no município de Querétaro. 
- Matagal alto espinoso

Esta vegetação está localizada nos municípios de Peñamiller, Tolimán e Colón. 
- Matagal parvifolia

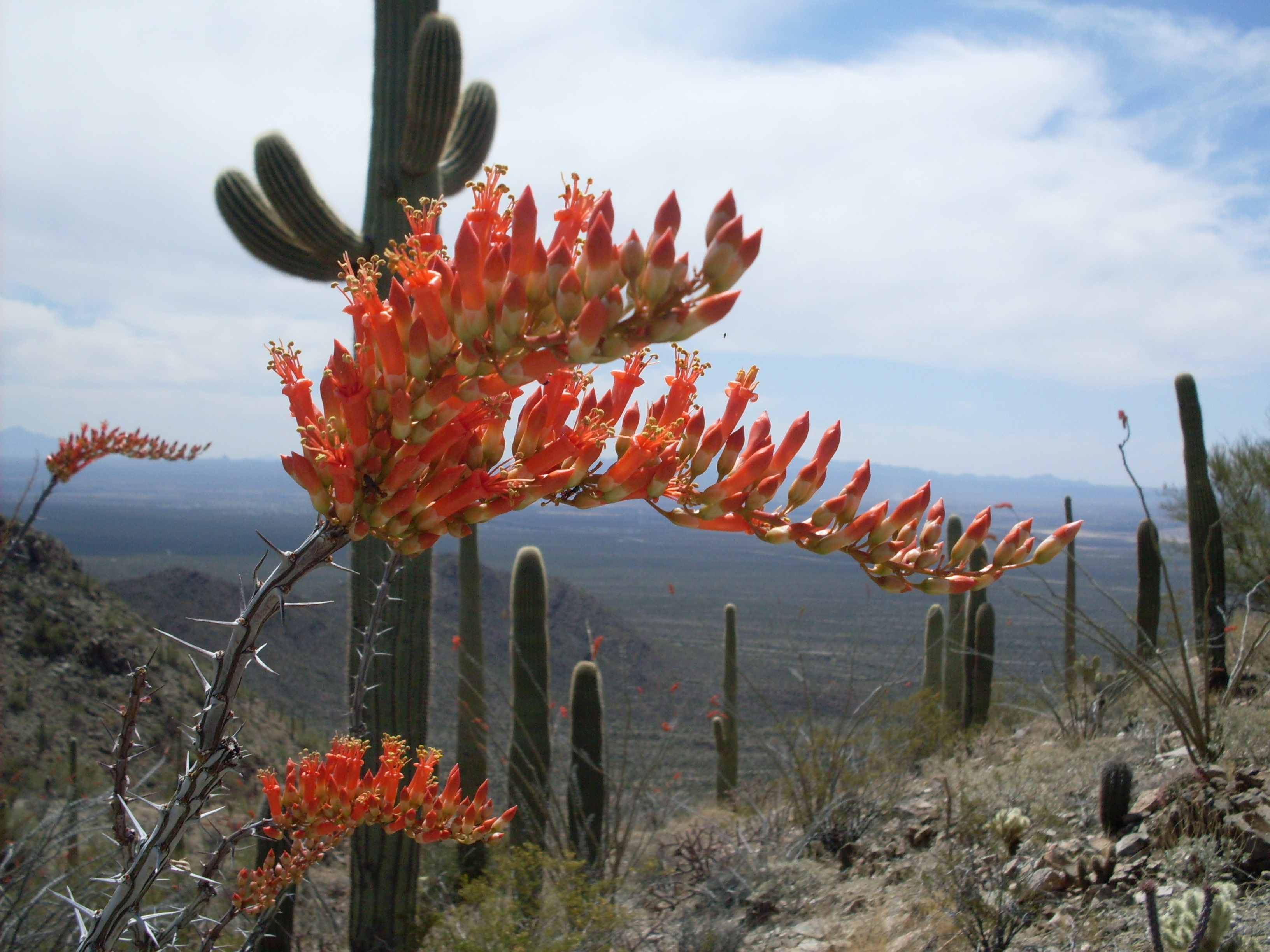
Fouquieria planta típica da região de deserto, encontrada nos estados centrais do México e Estados Unidos.

Esse matagal ocupa parte da área central norte do estado, os municípios Peñamiller, Tolimán e Cadereyta. 
- Matagal mediano subinerme

Esta composição é apresentada na região central do estado, e um meio termo entre os limites de Querétaro e Hidalgo, especificamente nos municípios de Cadereyta, Tolimán, e Peñamiller. 
- Matagal crasicaule

As áreas que contenham este tipo de vegetação são encontrada em altas montanhas no centro, leste e oeste do estado, no municípios Peñamiller, Queretaro, Tolimán, Colón, Corregidora, Tequisquiapan e Cadereyta. 
- Matagal crasirosulifolio espinhoso

Ele está localizado nos municípios de San Joaquín, Peñamiller, Pinal de Amoles, Cadereyta, Jalpan de Serra. 
Devido às características que preserva a floresta que cresce no Cerro del Cimatario, na fronteira com os municípios de Corregidora, Querétaro, esta área foi declarada Parque Nacional, enquanto a Sierra Gorda, foi declarado como reserva biosfera, e as diversas formas que estão nessa flora e fauna local, tornando-se uma das áreas mais ricas da região. 

### Recursos Naturais
Os recursos naturais disponíveis para o estado, têm um lugar especial a riqueza florestal e de mineração. Assim, no que diz respeito aos recursos florestais, o estado tem várias espécies de pinheiro, carvalho, cedro, cipreste, zimbro, algaroba, eucalipto e outras menores, a maioria localizada na Sierra Gorda. Isto é cerca de 70.000 hectáres potencialmente produtivas, ainda que estas 17.000 ha apenas estudos de gestão. 
Por seu turno, a mineração é uma atividade muito antiga no estado, levando-o registro arqueológico múltiplas. Existem 10 distritos de mineração de metal na Sierra Gorda de Querétaro, produzindo chumbo, prata, zinco, cobre, ouro, mercúrio e antimônio. Eles também estão em outras sete áreas de exploração de minerais não-metálicos: a área de mármore e uma área sillar caulim, área de opalas, área da pedreira, área de cantaria e pedra-pomes e área de cal. 

### Características e uso do solo
Como resultado da estrutura orográfica, os tipos de clima e vegetação, no estado existem quatro tipos de solos, aqueles que ocorrem nos vales de San Juan del Río, Queretaro, Pedro Escobedo, Corregedora, são chamados black chernozem, que foram formadas com a fonte de material residual, aluviais e coluviais, e contém matéria orgânica abundante. Elas são profundas, 3–6 m ocorrer em área plana ou de baixa fertilidade e adequados para a produção agrícola intensiva, com clima temperado e chuvas regulares ou umidade. 
Na parte central do estado tem solos ou castanha marrom com regossolos e feozems, fina camada de 50 cm de profundidade, matéria orgânica de baixo teor, limitado por um substrato calcário, ou tepetate rochosos, clima seco e baixa ou precipitação mínima. 
Na região Jalpan, ao norte do estado e Amealco, no extremo sul, os solos são principalmente derivados de rochas sedimentares calcárias. Os tipos de solos são chamados de solos complexos, por conta das montanhas litossolos quando estão em declives superiores a 35° e chamaram feozem e vertissolo, baixa a média fertilidade. Em encostas mais baixas predominam solos forestalpozólicos café, com uma quantidade razoável de matéria orgânica e existi em lugares com clima temperado frio, com chuvas abundantes. Também nesta região, especificamente no município de Landa de Matamoros, localiza um tipo de solo chamado rendzina com luvissolos e cambissolos, são rasas e subjacentes, calcário de textura fina camada de rocha ou tepetate, sendo localizados em encostas e em climas quente com chuvas abundantes.
Atualmente, o estado de superfície e utilização é caracterizado como segue: 
| Tabela de agricultura e vegetação do estado de Querétaro |                                                        |                                                |
| Conceito                                                 | Cultivo                                                | Utilidade                                      |
| Agricultura 28.24% da superfície estatal 28,24%          | Milho Trigo Alfalfa Sorgo Abóbora                      | Comestível Forragem Comestível                 |
| Pastagem 2,07% da superfície do estado                   | Red Grama Grama Hairy Navalha                          | Forragem                                       |
| Floresta 24,22% da superfície do estado                  | Pinho Chinês Pinheiro Pinho manso Encino prieto Zimbro | Madeira Comestível Madeira                     |
| Selva 3,95% da superfície do estado                      | Ojito Chaca Tepehuaje                                  | Forragem Medicinal Comestível                  |
| Arbusto 40,62% da superfície do estado                   | Groselha Mesquite Nopal Chaparro prieto Izote          | Comestível Forragem Comestível Forragem Fibras |
| Outros 0,90% da superfície do estado                     |                                                        |                                                |

### Regionalização
Os municípios do estado, está dividido em cinco regiões, tendo em conta a formação fisiográficas do território do estado. Essas regiões são as seguintes: 
- A Sierra Gorda

Está localizada na porção norte do estado e faz parte da província fisiográfica da Sierra Madre Oriental, especificamente na sub Huasteco Carso. Abrange os municípios de Arroyo Seco, Jalpan de Serra, Landa de Matamoros, Pinal de Amoles e San Joaquin. Cobre uma área de 3.789 km ², o que significa 32,2% do estado. A paisagem é fortemente contrastadas: tem os mais altos picos e depressões mais profundas do estado, barrancos e montanhas intercaladas com pequenos vales compõem a topografia. 
- O Semideserto Queretano

Esta região é constituída por uma faixa larga em todo o estado de leste a oeste, com características de árido causada pela sombra da seca causada pela Sierra Madre Oriental, opondo uma barreira aos ventos úmidos do Golfo do México, e forçá-los a desenhar um arco e nos vales montanhosos da área central e do sul do estado. Abrange os municípios de Cadereyta, Colón, Peñamiller e Tolimán, com uma área de 415,6 km ² equivalente a 29% da área total do estado. Embora tenha alguns vales largos, a topografia acidentada é predominantemente, devido à sua posição no sopé das montanhas. Tem altitudes notável e ravinas que se abrem para a depressão de Moctezuma no East River e colinas em vale central no sul. 
- O Vale Central

Esta região está situada nos vales centrais do estado, formado quase inteiramente parte da província fisiográfica Transmexicana cintura vulcânica, com exceção da cidade do norte de El Marqués que corresponde ao centro. Hidrologicamente dividido entre as encostas do Golfo do México e do Pacífico para uma bacia hidrográfica é constituída por morros e colinas, entre as serrras de Queretaro e do Maciço de El Zamorano. Abrange os municípios de Ezequiel Montes, El Marqués, Tequisquiapan, Pedro Escobedo, e San Juan del Río, atingindo uma área de 2 km 480,2 ² representando 21,1% do estado. 
- O Bajío Queretano

O Bajío está localizado na porção oeste do estado, abrange os municípios de Querétaro e Corregidora, e se estende até o estado de Guanajuato. Esta região é caracterizada pela presença de morros, planícies e colinas baixas que fazem parte da província fisiográfica neovulcânica. A paisagem é vale aberto, com terras planas, onde emergem algumas colinas. Esta região é o início das planícies do centro do país e tem uma área de 1.005,7 km ², o que significa 8,5% da área total do estado. 
- A serra Queretana

Localizado no extremo sul do estado, é parte da província fisiográfica do eixo neovulcânico. Abrange os municípios de Amealco de Bonfil e Huimilpan, com uma área de 1.078,3 km ², equivalente a 9,2% do estado. Sua paisagem apresenta elevações significativas nos planaltos, desfiladeiros e vales, bem como algumas das planícies que margeiam o rio Lerma.

## Demografia

### Grupos Indigenas
Considerando os povos indígenas e comunidades a partir de uma perspectiva holística, ou seja como a comunidade que, além da sua língua materna mantêm seus valores e princípios culturais e suas formas de organização do trabalho no estado de Querétaro pode identificar: 
Dos 18 municípios do estado, atualmente existem sete desses assentamentos indígenas que atingem um número maior do que 25.269 pessoas, que pertencem a minorias étnicas e Pame Otomi, "... localizada em três regiões: a sul da cidade Amealco, a central do semi-deserto, nos municípios de Tolimán, Cadereyta, Cólon e Ezquiel Montes e Serrana, no município de Arroyo Seco e Jalpan e corresponde aos primeiros assentamentos Otomi duas regiões e os assentamentos pames terceiro".

### Regiões Municípios e Localização
A região sul de Amealco de Bonfil, tem uma população de 25.269 habitantes índios Otomi que se estabeleceram em 31 localidades, construído nas micro-regiões de San Ildefonso Tultepec, Santiago Mexquititlán, Chitejé de la Cruz e San Miguel Tlaxcaltepec. Na região semi-desértica de  Tolimán, Cadereyta de Montes, Colón e Ezequiel Montes. 
Existem 21.430 Otomi indígenas, estabeleceu-se em 56 aldeias espalhadas por sete micro-regiões: San Miguel, San Pablo, em Casablanca e Carrizalillo em Tolimán; Sombrerete em Cadereyta, El Poleo, Colón, Progreso, e Ezequiel Montes. Região Serrana de Jalpan e Arroyo Seco se encontram 3.775 habitantes indígenas Pames e Huastecos, estabelecidos em delegações de Tancoyol e Valle Verde de Jalpan e a delegação de Purisima em Arroyo Seco. 

### Grupos Étnicos
De acordo com os resultados apresentados no segundo censo da População e Habitação em 2005, vivendo no estado um total de 23.363 pessoas que falam alguma língua indígena.

### Tendências Demográficas
"O comportamento das variáveis demográficas localizado em Queretaro, como uma entidade dinâmica, com forte nesta área, mas houve um aumento significativo na população total, que foi aumentado por diversas vezes neste século." 
A taxa de crescimento da população também se apresentou muito importante neste século, atingindo o seu limite superior entre 1970 e 1980, quando atingiu 4,20%, a classificação daquela década em média. A taxa de crescimento para 1990 caiu para 3,6%, com 1,7 pontos acima da média nacional registrado como 1,9%. Os municípios de Querétaro e San Juan del Río são os detentores da maior taxa de crescimento populacional, atingindo 4,5% em 1990.
O estado de Querétaro tem um status de imigração "pull", uma vez que os pólos de desenvolvimento industrial e outros fatores, fizeram com que muitos habitantes de outros estados procurassem a residir neste estado. No entanto, em alguns municípios a tendência é a migração constante ou a expulsão. Ainda de acordo com os resultados apresentados no segundo censo da População e Habitação em 2005, o estado tem um total de 1.598.139 habitantes.

### Religião
Em Querétaro, a religião professada pela maioria é católica, cobrindo 96,5% da população. A seguir estão os nomes e outros grupos religiosos como evangélicos com os 1,4%, enquanto 0,9% disseram não professar qualquer religião.

## Economia

### Agricultura
O anuário econômico de 2007, realizado pela Secretaría de Desenvolvimento Sustentável (SEDESU) do estado de Querétaro relata o seguinte: 
No estado de Querétaro extensão territorial dedicada às atividades agrícolas é subdividido em quatro distritos do Desenvolvimento Rural, que correspondem a cada uma das regiões das unidades de campo, foram identificadas de acordo com a similaridade das características dos municípios, e é necessário para o planejamento adequado e promoção do setor: 
Região Jalpan compreende duas áreas, floresta tropical montanhosa e médio potencial de produção agrícola seca. 
Região Cadereyta tem um potencial de rendimento baixo na agricultura irrigada e de sequeiro, as tensões desenvolvidas especialmente na cidade de Columbus. 
Região San Juan del Río é a mais produtiva, e geralmente tem suporte melhor de infra-estrutura: estradas, represas, maquinaria, as organizações de produtores e os centros de consumo e marketing. 
Região Querétaro tem um potencial de baixa produtividade em sequeiro e irrigação nível intermediário. 

#### Produção Agrícola
Os vinhedos de Ezequiel Montes. A produção agrícola em 2006 pode ser considerado boa, já que a área total plantada em colheitas cíclicas atingiram mais de 61,3%, este foi o resultado da boa estação de chuvas na organização que está sendo apresentado neste ciclo. 
O volume de produção colhida no ciclo de outono-inverno, de aveia, forragem verde, de triticale e cenouras representaram 53,8% do total da safra a ser mais representativas do período. Analisando o volume de produção no ciclo de primavera-verão, a mais importante do ano, o grão de milho chegou a 36% do ciclo de produção total em 2006 foi superior a 518.000,759 toneladas, outras culturas importantes são milho, forragem verde e sorgo, enquanto que os produtos constantes atingiram um volume de produção de 736.000,369 toneladas no mesmo ano, representando a alfafa verde de 81% do total. 

#### Pecuária
O subsetor de gado é a mais importante das que compõem as atividades primárias no estado, como determinado pelo seu prestígio grande a nível nacional e de alta qualidade de seus produtos. 
A produção de carne de aves, bovinos de leite e ovos para consumo, ocupam lugares importantes em nível nacional. Na produção de carne estão os municípios de Montes Ezequiel, Querétaro, San Juan del Río e Corregidora, que juntas respondem por 78,8% da produção total do estado, na carne de suínos é o maior produtor, respondendo Queretaro 44% da produção estadual. Ezequiel Montes e San Juan del Río, que juntos fornecem 34,3% da carne de ovinos nos municípios de Querétaro, Amealco Bonfil e contribui para 45% da produção total, em aves de capoeira os municípios de Colón 25,4 %, El Marqués 22,4% e Ezequiel Montes 20,0% participa com 67,8%. Queretaro, além de carne de diferentes espécies animais, leva a outros produtos agrícolas, na produção de leite bovino incluir os municípios de El Marqués com 33,9% do total do estado, Pedro Escobedo com 13,7% e Corregidora com 13,5%, nas contas de produção de ovos Queretaro produz 85,4% do estado. 

### Indústria
De acordo com o Censo Econômico de 2004 o setor secundário, no estado de Querétaro foi onde 4.639 110,896 de pessoas trabalhavam, na indútria. Desses 4.639 indústrias, tem 4.157 pertencem ao setor da indústria transformadora, 298 à construção, 169 mineração, 15 para o setor e da eletricidade, água e gás. De um total de pessoas ocupando o setor industrial do estado, 94.364 trabalhou nas indústrias, no setor de construção 12.679, no setor da electricidade, água e gás 2.263, e 1.590 em mineração. 
De acordo com estimativas do Sistema Regional de Informação do México (SIREM), o setor secundário em Queretaro participa com 38,5% do PIB total, é composta por quatro grandes divisões econômicas: fabricação de 34%, construção 2,7%, electricidade, gás e água com 1,5% e de mineração com 0,3%. 
O Estado possui 17 parques industriais em funcionamento, alguns deles são: 
- Parque Aeroespacial de Querétaro.
- Parque Industrial Bernardo Quintana.
- Cidade Industrial Benito Juárez, 450 hectáreas, 105 empresas.
- Parque Industrial San Juan del Río.
- Parque Industrial Jurica, 70 hectáreas, 60 empresas.
- Parque Industrial Querétaro, 347 hectáreas, 40 empresas.
- Parque Industrial El Marqués, SA de CV.
- Parque La Montaña, 29 hectáreas, 17 empresas.

#### Principais setores
Outros setores importantes para o estado são, metalurgia e autopeças com 669 empresas 32% do total, indústria alimentícia e alimentos processados e bebidas com 598 empresas, industrias de papelaria, impressão e publicação com 240, indústria química e de vidro.